# Beatriz Mendoza
María Beatriz Mendoza Rivero (18 de noviembre de 1975) es una deportista española que compitió en atletismo adaptado. Ganó seis medallas en los Juegos Paralímpicos de Verano entre los años 1992 y 2000.

## Palmarés internacional
| Juegos Paralímpicos | Juegos Paralímpicos      | Juegos Paralímpicos | Juegos Paralímpicos |
| Año                 | Lugar                    | Medalla             | Prueba              |
| ------------------- | ------------------------ | ------------------- | ------------------- |
| 1992                | Barcelona (España)       | Medalla de bronce   | 100 m B2            |
| 1992                | Barcelona (España)       | Medalla de bronce   | 200 m B2            |
| 1996                | Atlanta (Estados Unidos) | Medalla de oro      | 100 m T11           |
| 1996                | Atlanta (Estados Unidos) | Medalla de oro      | 200 m T11           |
| 2000                | Sídney (Australia)       | Medalla de plata    | 200 m T12           |
| 2000                | Sídney (Australia)       | Medalla de bronce   | 100 m T12           |